# Martinuskerk (Gendt)
De Sint-Martinuskerk was een Rooms-Katholieke parochiekerk in de Nederlandse stad Gendt in de gemeente Lingewaard in Gelderland.
De kerk werd in 1952 geopend en was gewijd aan Maarten van Tours. Per 1 januari 2015 werd de kerk buiten gebruik gesteld. De bij de kerk gelegen begraafplaats werd in 2005 geruimd.